# Berens von Rautenfeld (Adelsgeschlecht)

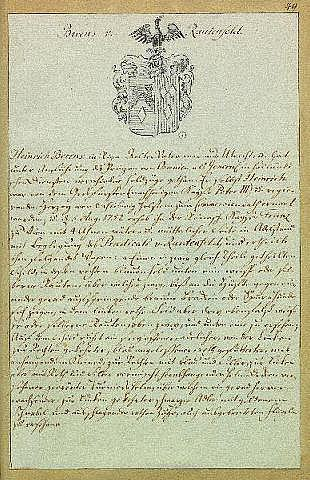
Wappen des Adelsgeschlechts Berens von Rautenfeld

Berens von Rautenfeld ist der Familienname eines, wahrscheinlich aus Preußen stammenden, deutsch-baltischen Adelsgeschlechts. Sie siedelte sich zu Beginn des 18. Jahrhunderts in Riga an und wurden 1752 geadelt und 1797, mit dem Erhalt des estländischen Indigenates, in die Estländische Ritterschaft aufgenommen. Mehrere Familienmitglieder zogen später nach Deutschland und leben heute auch unter dem Namen „von Rautenberg“. Es werden im Folgenden nur die männlichen Nachkommen genannt.

## Geschichte
Der erste namentlich Genannte dieses Geschlechts, und somit Stammvater der Berens von Rautenfeld, in Livland soll der Kaufmann und Kommerzienrat Heinrich Berens von Rautenfeld (* 1699 in Königsberg/Preußen; † 1778 in Riga) sein. Er stammte offensichtlich aus Königsberg in Preußen und erwarb 1735 das Bürgerrecht in Riga. Ob Heinrich und seine Vorfahren tatsächlich aus Königsberg stammten ist nicht eindeutig belegt, seine Vorfahren sind auch nicht eindeutig identifiziert worden. Wahrscheinlich war sein Vater der Braumeister Johann Berens (auch Berends oder Behrentz), andere Quellen führen einen preußischen Kapitän namens Carl Berens von Rautenfeld an. Das für Heinrich Berens ausgestellte Adelsdiplom aus der Wiener Reichshofkanzlei datiert von 8. Mai 1752. Es zeigt an, dass sie aus Utrecht stammen sollen und der Großvater als General in den Diensten des Prinzen von Oranien gestanden haben soll.
Heinrich Berens heiratete 1737 Catharina Hedwig Krüger, die Tochter des Ratsherren Eberhard Krüger. Heinrich gelangte zu einem angesehenen Bürger Rigas und wurde 1749 zum Ältesten der Großen Gilde und 1752 zum großfürstlichen russischen und holsteinischen Titular-Kommerzienrat ernannt. Ebenfalls im Jahre 1752 erhielt er in Wien den Reichsadelsstand mit dem Adelsprädikat „von Rautenfeld“. In der Folgezeit, sein Adelsstand erlaubte dieses, kaufte er nacheinander die Rittergüter Kastran, Ronneburg-Neuhof und Schloss Ronneburg, die er 1778 seinen Söhnen vererbte. Seine fünf Söhne waren: Eberhard (1738–1810), Heinrich (1740–1815), Johann Georg (1741–1805), Carl (1747–1809) und Ludwig Wilhelm (1748–1797).
- Eberhard hatte 1772 ein eigenes Handelsunternehmen gegründet und wurde 1773 zum Ratsherrn in Riga gewählt. Er ist der Stammvater des Hauses Ringmundshof.
- Heinrich kaufte 1784 Schloss Adsel, welches sein Sohn Reinhold Detlof (1771–1824) bereits 1818 verkaufte. Das von ihm gegründete Haus Adsel ist 1928 mit Roman Paul (1894–1928) im Mannesstamm erloschen.
- Johann Georg (1741–1805) trat in eine militärische Laufbahn ein und wurde Generalleutnant in der Kaiserlich-russischen Arme. Er ist der Stammvater des Hauses Groß-Buschhof. „Er wurde am 14. Februar 1780, auf dem Landtag der estländischen Ritterschaft, der dortigen Adelsmatrikel einverleibt“[1].
- Carl Gotthard (1747–1809) war ein Jurist und wurde Kreishauptmann des Kreises Wenden, später Ordnungsrichter. Er erhielt sein Indigenat 1797 unter der Registrierungsnummer 243 und hatte keine Nachkommen.
- Ludwig (1748–1797) war Offizier und Stammvater des Hauses Kastran. Mit dem Tod seines Sohnes Heinrich Friedrich (1793–1867) erlosch 1867 das 4. Haus.

Das Geschlecht der Berens von Rautenfeld wurde 1786 in das Adelsgeschlechtsbuch der Rigaschen Statthalterschaft eingetragen und erhielt 1797 das Indigenat mit den Registrierungsnummern 241, 243, 244 und 245. Der Generalleutnant Georg Berens von Rautenfeld wurde 1800 unter der Registrierungsnummer 326 immatrikuliert. In späteren Jahren, insbesondere nach den Zwangsevakuierungen und Vertreibungen der Deutsch-Balten nannten sich einige Familienmitglieder nur als „von Rautenberg“.

## Stammtafel

### Haus Ringmundshof
Eberhard (* 1738 in Riga; † 1810 in Riga), Herr auf Ronneburg-Neuhof und Arrohof, Indigenat 1797 unter der Registrierungsnummer 245, Ratsherr in Riga ⚭ Maria Elisabeth von Koskull (1749–1774)
- Heinrich Carl (* 1767 in Riga; † 1831 in Riga), Herr auf Ronneburg-Neuhof, russischer Gardeleutnant ⚭ Anna Dorothea Adam (1792–1826)
  - Heinrich Eberhard (* 1822 auf Lindenruh in Riga; † 1895 auf Ringmundshof), Herr auf Ringmundshof, Alt-Rahden und Appricken (Kurland), Kreisdeputierter von Riga ⚭ 1. Ehe Theophile Levy (1822–1881), 2. Ehe Livonia Carlile (1860–1925), aus der 1. Ehe stammen:
    - Heinrich (* 1850 auf Ringmundshof; † 1896 auf Lindenruh), Herr auf Lindenruh, Physiker ⚭ Margarethe Carlile (* 1863 auf Ringmundshof)
      - Heinrich August (* 1882 – † 1923 in Riga), Herr auf Lindenruh
        - Hans (1883 – 1912 auf Lindenruh)
        - Paul Eberhard (* 1886), Herr auf Reggum
        - Max (1887 – 1920 Jakobstadt), Herr auf Reggum, Freiwilliger der Baltischen Landwehr
        - Karl Wilhelm (1891 – 1892 auf Lindenruh)

    - Eberhard Eduard (* 1854 auf Ringmundshof; † 1918 in Riga), Dr. med. in Riga ⚭ Justine Hesselberg (* 1865 in Wilna; † 1933 in Würzburg)
      - Friedrich Otto Eberhard (* 1889 in Riga), Dr. phil. ⚭ in Berlin Else Martens (* 1884)
        - Karl Eberhard (* 1922 in Würzburg)

    - Karl August (* 1857 auf Ringmundshof; † 1919 in Riga), Herr auf Ringmundshof,
    - Georg Eugen (1860 – 1904 auf Ringmundshof)
    - Max Eduard Julius (* 1862 auf Ringmundhof; † 1920 in Bad Elster), Herr auf Alt-Rahen (Kurland) ⚭ Elisabeth von Vietinghoff-Scheel (1868–1899)
      - Nicolai Hans (* 1890 auf Ringmundshof; † 1912 in San Remo)
      - Kurt (* 1893 in Appricken; † 1915 gefallen bei Goissons)[2]

    - Hans Erich (* 1863 auf Ringmundshof; † 1885 in Riga)
    - Friedrich Hugo (* 1885 auf Ringmundshof), Herr auf Ringmundshof ⚭ Dagmar von Rautenfeld (a.d.H. Adsel) (* 1889)
      - Friedrich Konstantin (* 1913 auf Ringmundshof)
      - Wolf Hugo (* 1915 in Riga)
      - Johann-Georg Friedrich (* 1919 in Neu-Brandenburg; † 1932 in Naumburg/Saale)

### Haus Adsel

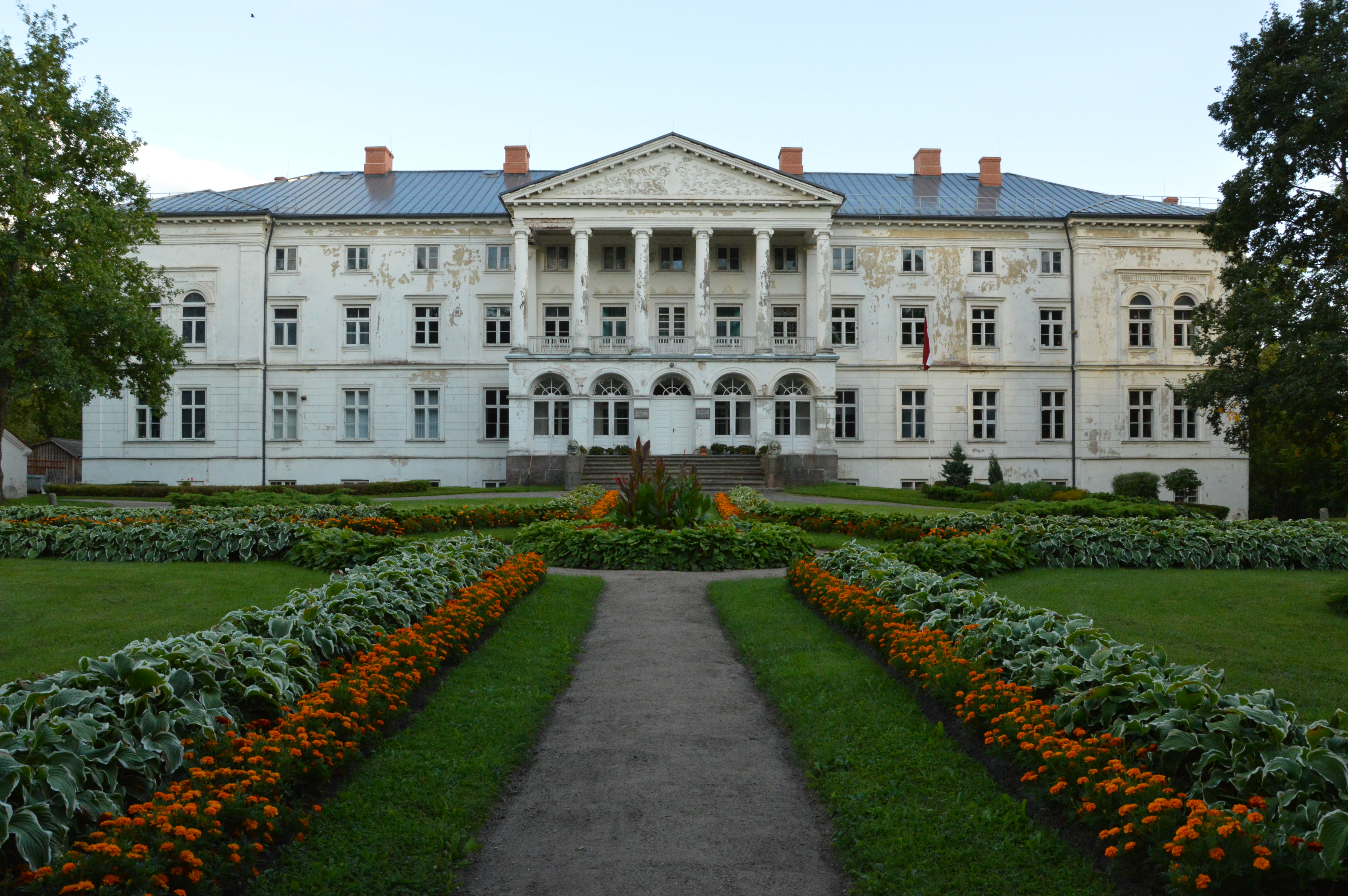
Schloss Adsel

Heinrich (* 1740 in Riga; † 1815 auf Adsel), Herr auf Schloss Adsel, Indigenat 1797 Registrierungsnummer 244 ⚭ Dorothea Bauer (1744–1814)
- Heinrich (* 1770 in Riga; † 1821 auf Adsel)
- Reinhold Detlof (* 1771 in Riga; † 1824 in Lubbert-Renzen), Herr auf Schloss Adsel, russischer Major ⚭ Margarethe Nothelfer (1774–1861)
  - Carl Friedrich (* 1813 in Wattram; † 1890 gefallen bei Taiwola)
  - August Eberhard (* 1823 in Lubbert-Renzen; † 1908 auf Korwenhof), Ordnungsrichter
  - Carl Hieronymus (* 1814 in Wattram; † 1874 in Riga)
    - Paul Heinrich (* 1865 auf Korwenhof), Dr. phil., Zolldirektor in chinesischen Diensten
    - Alexander Eberhard (* 1867 auf Korwenhof; † 1935 in Tuckum), Katasterbeamter, Freiwilliger der Baltischen Landwehr ⚭ Franziska Treller (* 1868 in Kassel)
      - Roman Paul (* 1894 auf Hübbenetshof; † 1928 in Berlin), mit ihm erlischt die männliche Linie.
      - Horst Herbert (* 1901 in Baldone; † 1919), gefallen als Freiwilliger der Baltischen Landwehr.

### Haus Groß-Buschhof
Johann Georg (* 1741 in Riga; † 1805 in Leipzig), Herr auf Groß-Buschhof, russischer Generalleutnant, Indigenat 1800 mit der Registrierungsnummer 326 ⚭ 1. Ehe: Elisabeth von der Wenge genannt Lambsdorff (1749–1782), 2. Ehe: Franziska von Thonis, verwitwete Lezzano (1754–1826)
- Peter Heinrich Reinhold (1776–1841), Herr des Pfandgutes Buschhof ⚭ 1. Ehe: Elisabeth Wewell (1781–1816), 2. Ehe: Johanna Regina von Rautenfeld a.d.H. Adsel (1780–1827)
  - Eduard Carl (* 1811 in Janischki bei Mitau; † 1893 in Jakobstadt), Herr des Pfandguts Buschhof ⚭ Julie Koslowska (1827–1899)
    - Konstantin (* 1845 auf Buschhof; † 1921 in Rinteln/Weser) Herr des Pfandguts Buschhof ⚭ Marie von Mengden (* 1860)
    - Viktor (* 1846 auf Buschhof; † 1918 in Riga), Hofgerichtsassessor ⚭ Elisabeth Helmsing (1852–1923)
      - Viktor Eduard Erhard (* 1876 in Riga; † 1935 in Berlin), Kaufmann ⚭ Cara von Loudon (* 1879)
        - Arndt Viktor (* 1906 in Dorpat; † 1996 in Berlin), Kameramann
        - Klaus (* 1909 in Dorpat; † 1982 in München), Kameramann
          - Dr. Ralf Klaus (* 1946 Lübeck), Pharmazeut und Chemiker
            - Christoph Ralf Andreas (* 1978 in München)
              - Catharina Sophia Charlotte (* 2012 in São Paulo)
              - Victor Claus Arved (* 2015 in São Paulo)

            - Constanze (* 1980 in München)

        - Götz Berens von Rautenfeld (* 1913 in Katharinenberg; † 2001 in São Paulo), SS-Obersturmbannführer
          - Gudrun Sigrid (* 1940; † 2017 in São Paulo)
          - Roland Ulrich (* 1943)
          - Herta Rosemarie (* 1947)

    - Peter (* 1858 auf Buschhof; † 1920 in Libau), Dr. med, ⚭ Mathilde Kapp (1860–1887)
      - Egon Bruno (* 1892 in Libau), russischer Rittmeister, Landwirt ⚭ Emma Kapp (* 1904)
        - Peter Harald (* 1937 in Riga)

      - Harald Nikolai (* 1893 in Libau; † 1975 in Loccum), Diplomat und Aktivist ⚭ Gertraud Schuller (* 1914)
        - Dieter Harald (1938 in Berlin)
- Georg Gustav Adolph (* 1778 in Riga; † 1847 in Russland), russischer Kapitän ⚭ Johanna von Loudon (1783–1826)
  - Karl Georg Theodor (1805 – 1826 in Riga)
- Karl Magnus Ludwig (1781 – 1803 in Riga)
- Johann Alexander (* 1789 in Sankt Petersburg; † 1832 auf Curaçao), Herr auf Merijoki (Finnland), russischer Rittmeister ⚭ Ernestine Schmidt (1782–1881)

### Haus Kastran
Ludwig Wilhelm (1748 – 1797 in Riga), russischer Oberst, Estländisches Indigenat 1780, Livländisches Indigenat 1797, Registrierungsnummer 241 ⚭ Gertrude Clodt von Jürgensburg (1764–1785)
- Heinrich Friedrich (* 1783 in Riga; † 1867 in Pickfer), Herr auf Kastran und Pickfer ⚭ Charlotte von Baranoff (1784–1835), im männlichen Stamm erloschen.

## Besitzungen
In Livland waren die Rautenfelds Besitzer der Güter Ronneburg-Neuhof, Schloss Ronneburg, Kastra mit Smerle, Schloss Adsel, Sudden, Lubbert-Renzen und Korwenhof. Ebenso Arrohof und Woiseck. In Estland besaßen sie Pickfer, in Kurland Appricken, Alt-Rahden, Alt-Abgulden und das Pfandgut Groß-Buschhof.

### Schloss Ronneburg
Die Ronneburg (lett.: Raunas Pils) östlich von Cesis (dt.: Wenden) an der Handelsstraße nach Pleskau (russ.: Pskow) wurde bereits 1262 zunächst als provisorische Befestigung begonnen. In verschiedenen Bauperioden wurde die Anlage erweitert. Im 14. Jh. wurde sie aufgrund innerer Spannungen im Land stark befestigt und erhielt im 15. Jh. feuerwaffentaugliche Wehrtürme. Nach dem Livländischen Krieg verlor sie jedoch gegenüber der Burg Wenden (lett.: Cesis) an Bedeutung. Im II. Nordischen Krieg 1655 – 1661 zwischen Polen, Schweden und Litauen wurde die Burg zerstört. Nur die Mauern des Haupthauses haben die Zeiten überdauert.

### Schloss Adsel
Das Schloss Adsel mit Hummelzeen, zu dem die Höfe Neuhof oder Frauenthal, Taiwola, Roickel, Tidriküll und Adsel-Schwarzhof gehörten, wurde 1629 vom schwedischen König Gustav II. Adolph (1594 – 1632) an den Reichsmarschall Axel Banner verschenkt. 1745 schenkte die russische Kaiserin Elisabeth (1709–1761) das Schloss und die dazu gehörenden Höfe dem holsteinischen Hofmarschall Baron Bernhard Reinhold von Dellwig. Am 27. Mai 1784 erwarb Heinrich Berens von Rautenfeld (1740–1815) von den Dellwigs Schloss Adsel mit Hummelzeen. Sein Sohn Reinhold Detlof (1771–1824) verkaufte es dann 1818 dem Rittmeister Adolph von Wulf. Adsel-Schwarzhof, nach der Familie Schwarzhof benannt, wurde dem Johann Roedinger, der mit einer geborenen Schwarzhof verheiratet war, überlassen. Es wechselte danach mehrmals den Besitzer, so dass es 1825 an den letzten Besitzer Dr. Wilhelm Johann von Zoeckell überging. Adsel-Neuhof oder Frauenthal war vormals in Besitz des Axel Dellwig und ging 1820 in Besitz der Johanna Keller geborene Scotus über.

### Gut Kastran
Kastran mit Smerle wurde 1724 vom Landrat Otto Christoph Richter verkauft und ging 1730 in den Besitz von Johann Lorenz von Oettingen. Dieser wiederum überließ das Gut dem Jacob Ludwig von Meck, der es an seinen Cousin Gotthard verkaufte und dieser im Tauschgeschäft an Carl Gustav von Berg vergab. 1762 kaufte der Kommerzienrat Heinrich Berens von Rautenfeld das Gut Kastran nebst Smerle. Smerle selbst bestand aus zwei verschiedenen Grundstücken und wurde 1730 mit dem Rittergut Kastran vereinigt.

## Blasonierung des Wappens

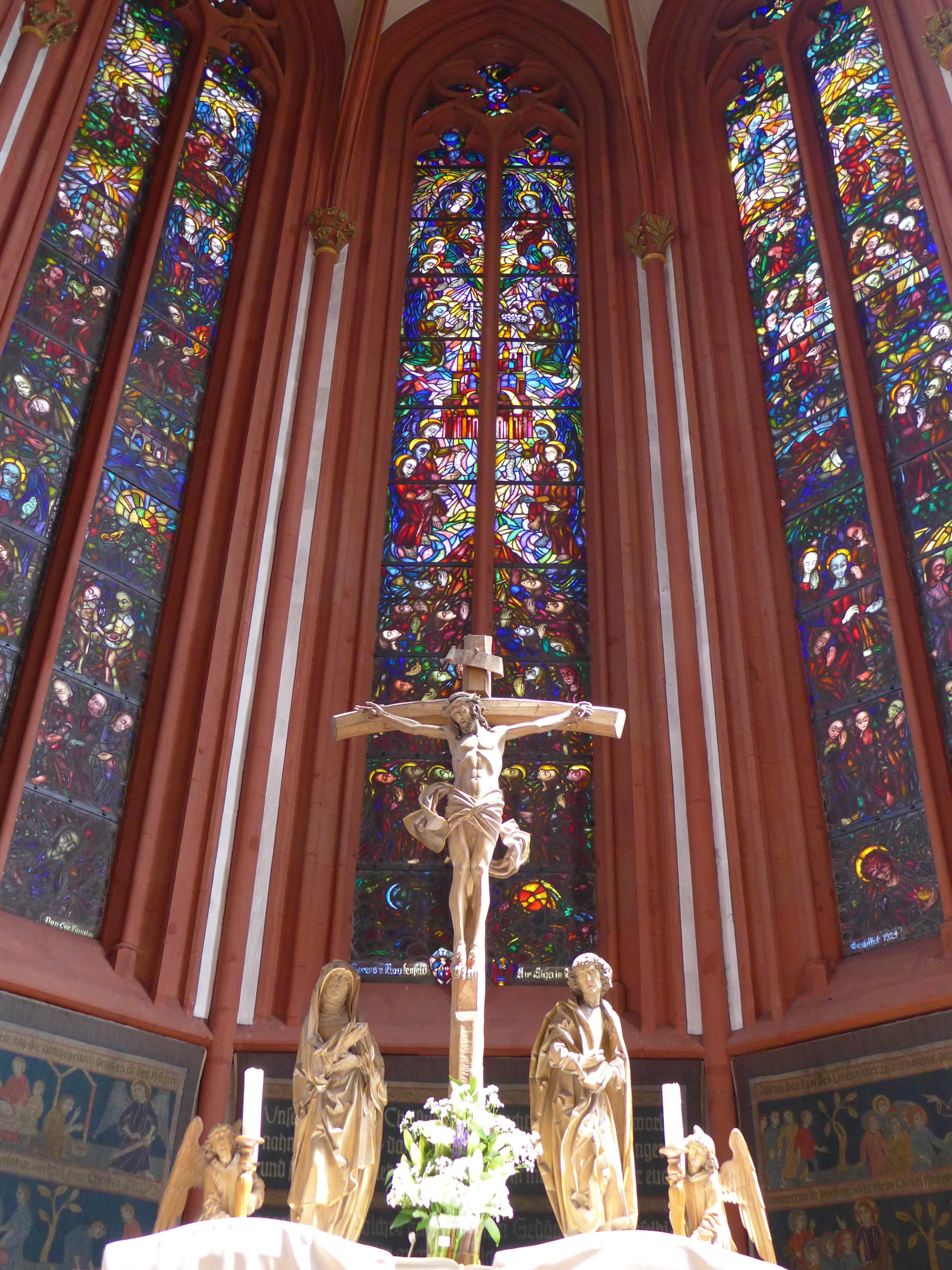
Apsisfenster von Elisabeth Coester (1924/1925)

Der Wappenschild ist rechts in Blau und links in Rot gespalten. Im blauen oberen Teil zwei aufeinander zugekehrte Bracken, darunter eine silberne Raute. Im roten Teil drei silberne Rauten, die zu 2 und 1 angeordnet sind. Auf dem goldenen Turnierhelm sitzt ein nach links blickender Adler mit silbernen Schnabel und roter Zunge. Die Helmdecken sind rechts blau-silbern und links rot-silbern.

## Spuren in Würzburg
Beeinflusst durch die Emigration deutsch-baltischer Adeliger in Würzburg gründete sich eine Lettische Evangelische Gemeinde, die sich der Deutschhauskirchengemeinde in Würzburg anschloss. „Bereits kurz nach Gründung der Deutschhausgemeinde im Jahr 1922 stiftete das deutsch-baltische, aus Riga stammende Ehepaar Berens von Rautenfeld 1924 die drei noch heute im Chorraum zu bestaunenden Glasfenster […] von Elisabeth Coester. Das Stifterpaar blieb der Deutschhausgemeinde bis zu seinem Tod im Jahr 1968 treu“.